# Николаевка (Краснодарский край)
Николаевка  — село в Щербиновском районе Краснодарского края России.
Образует Николаевское сельское поселение, являясь его административным центром.

## География
Село расположено на северном берегу Ейского лимана в 3 км северо-западнее села Ейское Укрепление, в 12 км северо-западнее административного центра района — станицы Старощербиновской (16 км по дороге).

### Улицы
| - пер. Чапаева, - ул. 2-й Пятилетки, - ул. Горького, - ул. Жданова, - ул. К. Либкнехта, - ул. К. Маркса, | - ул. Калинина, - ул. Ленина, - ул. Первомайская, - ул. Р. Люксембург, - ул. С. Разина, - ул. Ф. Энгельса. |

## Население
| 2002  | 2010  | 2012  | 2013  | 2014  | 2015  |
| ----- | ----- | ----- | ----- | ----- | ----- |
| 1463  | ↘1299 | ↘1288 | ↘1257 | →1257 | ↗1267 |
| 2016  | 2017  | 2018  | 2019  | 2020  | 2021  |
| ↘1251 | ↘1236 | ↘1221 | ↘1220 | ↗1227 | ↘1083 |
| 2023  |       |       |       |       |       |
| ↘1029 |       |       |       |       |       |

## Инфраструктура
Школа, детский сад, дом культуры, 
почтовое отделение, администрация поселения.

## Транспорт
Автомобильный  транспорт.